# Rampla Juniors Fútbol Club
Rampla Juniors Football Club, popularmente llamado como Rampla Juniors, es un club de fútbol uruguayo con sede en la Villa del Cerro, ciudad de Montevideo, nacido en la Aduana de Montevideo. Fue fundado el 7 de enero de 1914 y juega en la Segunda División Profesional de Uruguay, después de descender en 2024 de la Primera División.
Durante la primera mitad del siglo XX comenzó a ser considerado como El tercer grande, por su hinchada numerosa y por sus logros deportivos. Se coronó campeón del Campeonato Uruguayo de Fútbol en 1927, y obtuvo el vicecampeonato cinco veces. Además, conquistó el Torneo de Copa 1969 y el Torneo Competencia en 1950 y 1955, entre otros logros.
A la vez que es el 9.º equipo con más temporadas en la primera división de su país, es una de las instituciones con más movimientos entre la Primera y la Segunda categoría: 15 (ocho descensos y siete ascensos), finalizada la temporada 2024.
Dentro de la rama femenina, Rampla Juniors es históricamente animador en el Campeonato Uruguayo de Fútbol Femenino, en el que es el máximo club ganador, con nueve títulos.
En asamblea de socios llevada a cabo el día 20 de diciembre de 2024, los mismos adoptaron la decisión de que el club tome el régimen jurídico de Sociedad Anónima Deportiva, aprobando la propuesta del grupo inversor liderado por el magnate estadounidense Foster Gillett.

## Historia
Rampla Juniors es uno de los clubes más tradicionales de Uruguay. Campeón una vez en el campeonato uruguayo (1927) y de varias copas nacionales, fue un animador en la primera mitad del siglo XX, y aunque luego decayó su rendimiento deportivo, sigue manteniendo a una de las hinchadas más numerosas y fieles.

### Orígenes
Rampla Juniors Football Club comenzó su historia a principios del siglo XX. Su fundación se produjo el 7 de enero de 1914 en la ciudad de Montevideo, capital del Uruguay. Nacido originalmente en la zona de la Aduana (Ciudad Vieja), dice la leyenda que adoptó sus colores (verde y rojo) de un barco con esos colores que ingresaba al puerto de Montevideo. Se dice también que su uniforme (rojo y verde a rayas verticales) proviene del club Fortaleza del Cerro. Su curioso nombre, Rampla, proviene de una calle contigua al puerto llamada "La Marsellaise" pero que popularmente aún conservaba el nombre de "Rampla", como era llamada hasta 1909. El club se mudó definitivamente en 1919 a la Villa del Cerro (donde con el tiempo generará una rivalidad histórica con el club Cerro, fundado en 1922) y en 1923 inaugura el Parque Nelson.

### Animador del amateurismo y comienzo del profesionalismo

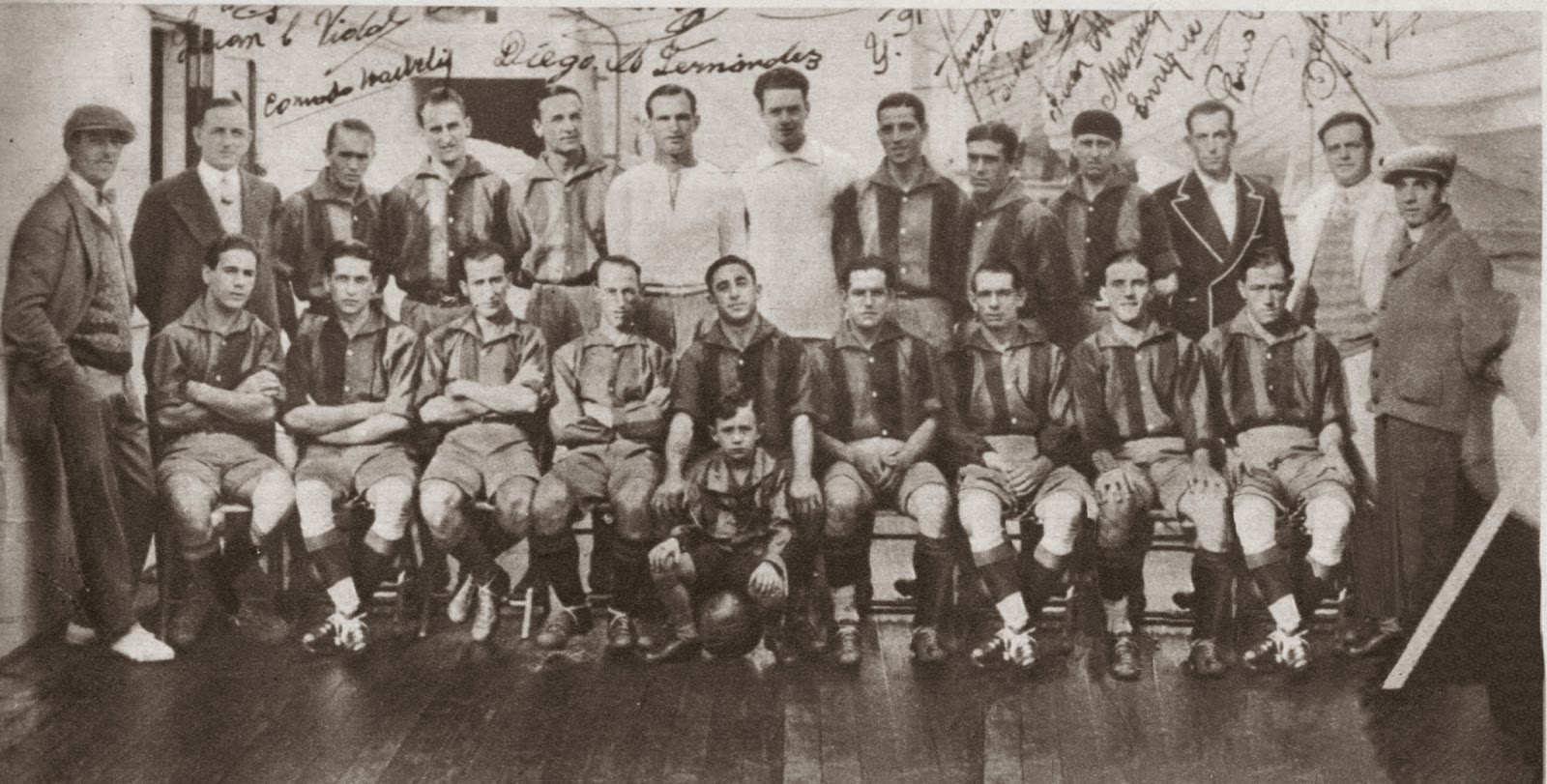
Equipo de Rampla Juniors de 1927, campeón del torneo uruguayo de primera división.

En su primer año de existencia (1914), Rampla logra el ascenso en la “Tercera Extra” (tercera categoría) a “Intermedia” (segunda), y ya en 1921 es campeón de Intermedia, pasando a jugar en Primera en 1922. Al año siguiente, es subcampeón y pocos años después obtiene su mayor logro histórico: al salir campeón del Campeonato Uruguayo de 1927. Este torneo logrado por Rampla Juniors tuvo la particularidad de ser el campeonato uruguayo más numeroso de la historia, al contar con 20 participantes.
Luego de ese título, Rampla obtuvo los subcampeonatos –además del ya mencionado de 1923– de 1928, 1932, 1940, 1947 (compartido con Peñarol y Defensor) y 1964; sin poder cortar la hegemonía que mantenían en el profesionalismo Nacional y Peñarol. De todas formas, en esta época no logró el título de liga pero obtuvo los trofeos del Torneo Competencia en los años 1950 y 1955, el Torneo Cuadrangular en 1953, la Copa Maracaná en 1950 (no oficial) y el Torneo de Copa de 1969.
El equipo era denominado “los friyis” en alusión a la pujante industria frigorífica de la Villa del Cerro. En esta primera mitad del siglo XX, Rampla era considerado "el tercer grande" y los partidos entre estos equipos eran considerados especiales.

### Giras Internacionales
En 1929, año después del subcampeonato del uruguayo, Rampla disputó una gira por Europa, donde disputó 19 partidos. Los oponentes incluyeron Benfica , Ajax, Olympique Marseille y el club alemán Tennis Borussia Berlin , contra el cual ganaron 1-0.
En 1956 realizó un gira dónde visitó Brasil, varios países europeos, y dos de Asia. En 71 días jugó 24 partidos con un promedio de un partido cada tres días. Se convirtieron 39 goles, los goleadores fueron Domingo Pérez con 12 y Ángel Omarini con 11. Rampla logró convertirse en el primer club uruguayo en ganar en suelo inglés, derrotando 3-1 al Portsmouth. En Brasil jugó contra Santa Cruz Futebol Clube y Sport Club do Recife. En España se enfrentó al Valencia, RCD Español, en Francia al Toulouse y al Burnley de Inglaterra, en Alemania al F. C. Nürnberg, Düsseldorf y Frankfurt, en Inglaterra al Luton Town, Portsmouth, Leeds United, Queen Park Rangers, Watford, Mansfield y Southampton. En Dinamarca a la Selección de Dinamarca y Alliancen. En Israel a la selección y al Jaffa, en Turquía al Beşiktaş y Angora. Fueron en total 11 triunfos, 6 empates y 7 derrotas.

### Período de altibajos (1970-adelante)
En el plano local, Rampla empezó a alternar entre la Primera y la Segunda División. Descendió por primera vez en 1944, aun en la época dorada del club, pero rápidamente volvió a Primera. Mucho más traumático fue el descenso de 1970, ya que debió militar en Segunda una década, hasta lograr el campeonato en 1980 (el cual lo obtuvo en forma invicta, coronándose campeón ante Universidad Mayor por 2:1 en el Estadio Luis Franzini) y regresando a Primera para 1981. Nuevamente en 1987 desciende, volviendo recién en el año 1993. Desciende a Segunda en el año 1999.
Tiempos difíciles vinieron para el elenco picapiedra tras concluir en la última posición de la Segunda División en el año 2002 y desaparecer del plano profesional al año siguiente, sin jugar por problemas económicos. Tras estas duras adversidades, vuelve en el año 2004 logrando ese mismo año el ascenso a Primera.
Se mantuvo durante 8 temporadas en la máxima categoría con suerte dispar, en general peleando por la permanencia en los puestos bajos de la tabla: su mejor actuación durante esa época fue en la temporada 2007-08, obteniendo el vicecampeonato del Torneo Apertura conjuntamente con Danubio (en la temporada completa consiguió el 5.º puesto, lo que le permitió poder disputar la Liguilla Pre-Libertadores de América de ese año, pero no logró acceder a competencia internacional).
En el 2012 descendió pero regresó a la Primera División dos años después (a pesar de terminar en 7.ª posición en la temporada regular), derrotando a Villa Teresa en definición por penales luego de empatar 0:0 ambos partidos correspondientes a la final de los play-offs por el tercer ascenso (disputados al mismo tiempo que se realizaba el Mundial 2014), regresando a Segunda la temporada siguiente.
Volvió a primera división al término de la temporada 2015/16 consiguiendo el primer lugar de la temporada, ya en primera en la temporada 2017 consigue la clasificación a la Copa Sudamericana, su segunda participación internacional oficial en la historia.
En la temporada 2019 volvió a descender de categoría, consumándose su séptimo descenso a la Segunda División Profesional. Volvería a primera división para la temporada 2024,pero en esa misma edición del campeonato bajaría de categoría nuevamente.

## Símbolos

### Escudo y bandera
La bandera de Rampla Juniors está compuesta por un color verde predominante y el icónico rombo rojo, rodeado por las siglas "R J F C", colocadas en cada extremo del pabellón.
Por otra parte, el escudo tiene un diseño más complejo. Dentro tiene la bandera del club pero también posee una imagen del Cerro de Montevideo para reforzar el sentido de pertenencia del Picapiedra hacia la Villa del Cerro. El escudo ha tenido pocos cambios a lo largo de la historia del club.
Evolución del escudo de Rampla Juniors:
|  |  |  |

## Uniforme

### Uniforme titular
La primera camiseta fue enteramente verde con una franja roja. Luego se pasó a la clásica verde y roja a rayas, la cual se dice la vieron miembros del club en el extinto club Fortaleza del Cerro y decidieron adoptarla. El pantalón y medias han sido casi siempre negros, salvo en algunos años de la década de 1990. En 1994 se pasa a usar bermuda roja y las medias pasan a ser verdes. Para 1995 vuelve el pantalón negro tradicional y se mantienen las medias verdes. En 1996 se utilizan las negras tradicionales. Para 1997 se usa nuevamente bermuda roja, esta vez con medias blancas. Rápidamente se deja de usar esta combinación ya que el club se decía perdía presencia en la cancha.
Actualmente su uniforme titular está compuesto por una camiseta roja con rayas verticales verdes, pantalón y medias negras.

### Uniforme alternativo
Las indumentarias de alternativa han sido tradicionalmente camiseta enteramente blanca con pantalón y medias negras, a excepción de la temporada 2006 donde se introduce una casaca mitad verde mitad roja con espalda blanca, y short y medias blancas (una indumentaria similar a la del club Boston River), la cual se dejaría de usar en ese mismo año.
Actualmente su uniforme alternativo se compone por una camiseta roja y verde a mitades, pantalón blanco y medias blancas.

### Indumentaria y patrocinador
| Período       | Proveedor |
| ------------- | --------- |
| 1985-1990     | Adidas    |
| 1994-1997     | Nanque    |
| 1997-1998     | Matgeor   |
| 2000-2004     | Diadora   |
| 2005-2006     | Penalty   |
| 2007-2013     | Mgr Sport |
| 2013-2014     | Fit       |
| 2014-2015     | Startbade |
| 2015-2016     | Matgeor   |
| 2016          | Borac     |
| 2017-2018     | Marathon  |
| 2018          | Joma      |
| 2019-2021     | Starbade  |
| 2022-presente | Mgr Sport |

| Período   | Patrocinador principal                    |
| --------- | ----------------------------------------- |
| 1985-1990 | ANDA                                      |
| 1994-1997 | OCA                                       |
| 1997-1998 | Piro Plast                                |
| 2004-2005 | Fate                                      |
| 2005-2006 | Crufi                                     |
| 2007-2013 | Buquebus Rinde Dos                        |
| 2013-2014 | Buquebus                                  |
| 2014-2016 | El Clon                                   |
| 2016-2018 | El Clon, Cortiluz                         |
| 2018      | Picorell, El Clon, Cortiluz               |
| 2019      | Picorell, El Clon, Crediton               |
| 2020      | El Clon, Etchenique, Cortiluz             |
| 2021-2022 | El Clon, DGP, Etchenique, Cortiluz, Zureo |

## Estadio

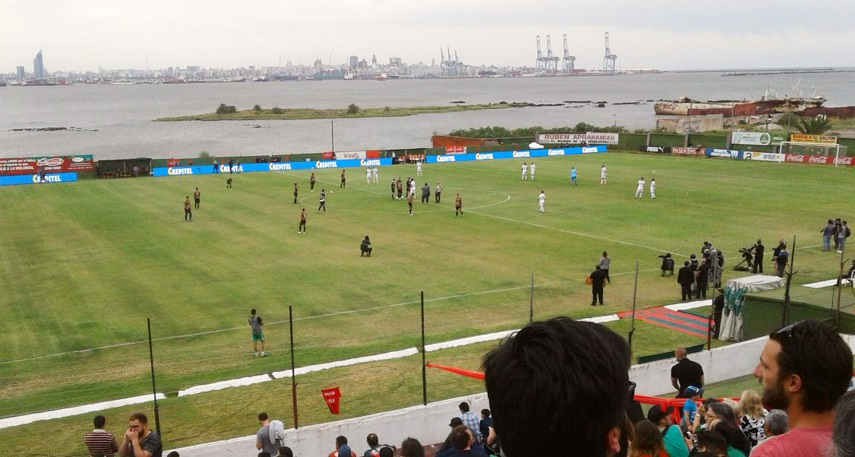
El Estadio Olímpico Pedro Arispe, desde una de sus tribunas, con vista al Río de la Plata.

El Estadio Olímpico Pedro Arispe es un estadio de fútbol de Uruguay situado en el Cerro de Montevideo, propiedad de Rampla Juniors. El escenario, inaugurado el 30 de diciembre de 1923, posee una capacidad para 9500 espectadores.
Se encuentra ubicado en la Villa del Cerro, con vista hacia la bahía de Montevideo. Dos de sus lados laterales no poseen tribunas, ya que directamente hay un muro que limita el terreno de juego con el Río de la Plata, transformándolo en un estadio particularmente pintoresco (muchas veces los balones terminan en el río).
Esa particular vista, le ha valido para ser considerado en el séptimo lugar de los estadios imperdibles de América del Sur, de acuerdo con el sitio brasileño Impedimento.org. El portal, que elaboró el listado en 2014, expresó que «destaca por su vista a la Bahía de Montevideo, en una postal folclórica del fútbol uruguayo». El estadio Olímpico figura como el segundo estadio imperdible de Uruguay, únicamente por detrás del estadio Gran Parque Central.

## Hinchada
La hinchada de Rampla Juniors, conocida popularmente como Picapiedras, es el grupo de simpatizantes del club. Se caracteriza por ser una hinchada fiel con el club, más allá de que los resultados deportivos de Rampla hace años que no son buenos. Específicamente, la barra brava del club es conocida como La Banda del Camión, y tiene una alta rivalidad con la hinchada del Club Atlético Cerro.

### Rivalidades

Simpatizantes en el Clásico de la Villa contra Cerro, en el Gran Parque Central.

Rampla Juniors tiene como mayor rival a Cerro, con quién disputa el Clásico de la Villa desde hace muchísimos años, siendo este el segundo clásico más importante del Uruguay en lo que a convocatoria se refiere, dejando en tercer lugar al Clásico de los medianos y detrás lógicamente del Superclásico del fútbol uruguayo.
También existe una cierta rivalidad con los equipos "grandes" de Uruguay, Nacional y Peñarol; sobre todo por las entusiastas hinchadas, tanto de los "grandes" como del propio conjunto Picapiedra. 
Incluso en la primera mitad del siglo XX se decía que la hinchada picapiedra era la tercera del país en poder de convocatoria y denominaban a Rampla Juniors como "El tercer grande".
Vale decir que estos partidos, son considerados muchas veces como "de alto riesgo" por la Policía, ya que se han suscitado hechos de violencia en los distintos cruces.

## Otros datos

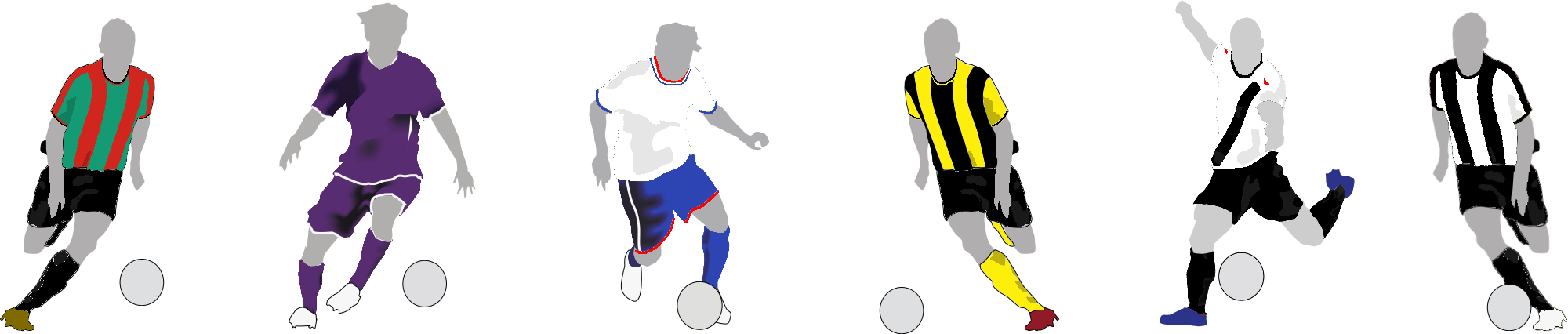
Rampla Juniors es considerado un equipo tradicional del fútbol uruguayo.

- Su clásico rival es el Club Atlético Cerro.
- El apodo del club, Picapiedras, surgió a partir de 1964 (picando piedra para la construcción de las tribunas del estadio, reinaugurado en 1966), anteriormente eran conocidos como Friyis, en alusión a la pujante industria frigorífica de la Villa del Cerro.
- Su rica trayectoria y la simpatía que ha despertado Rampla Juniors a lo largo de su historia, ha promovido el origen de al menos 37 entidades Ramplenses distribuidas en la mayoría de los Departamentos de Uruguay, en Argentina, Chile, Ecuador y Estados Unidos, que incluyen instituciones sociales y deportivas, la Escuela de Samba más premiada del Uruguay (Barrio Rampla, Artigas) y un barco mercante de 127 metros de eslora llamado "Rampla Juniors".[21]
- El club se ha caracterizado por tener personalidades famosas entre sus hinchas, como Natalia Oreiro, Ricardo Espalter, Victor Hugo Morales, Osvaldo Fattoruso, Enrique Iglesias y Marcel Keoroglian entre otros.[22]

## Jugadores

### Equipo histórico: Campeón Uruguayo de 1927
Pedro Arispe (Capitán), Pedro Aguirre, Enrique Ballestrero, Pedro Cabrera, Julio Nieto y José Magallanes, Juan M. Labraga, Luis Gaitán, Conrado Haeberli, Vital Ruffatti y Conrado Bidegain.

## Entrenadores
(*) Entrenador interino.